# Le Serpent Ouroboros
Ne doit pas être confondu avec Ouroboros.
Le Serpent Ouroboros (titre original : The Worm Ouroboros) est un roman de fantasy écrit par Eric Rücker Eddison et publié en 1922. Le livre décrit la longue guerre entre le roi dominateur Gorice de Sorcerie et les seigneurs de Démonie, dans un monde imaginaire qui apparaît principalement médiéval et rappelle en partie les sagas scandinaves.

## Résumé
Le monde du roman dans les deux premiers chapitres est décrit comme la planète Mercure, clairement une version fantastique de la Terre. Aucun effort n'a été fait pour se conformer à la connaissance scientifique de Mercure telle qu'elle existait au moment de la rédaction (le monde a même une lune, que n'a pas Mercure). Les personnages nomment leur terre « la Terre du Milieu », terme utilisé ici dans son sens originel de « monde connu », et les dieux adorés ont des noms de divinités de la mythologie grecque.
L'histoire introduit les seigneurs chefs de Démonie (Démonie') - les frères Juss, Spitfire, et Goldry Bluszco, et leur cousin Brandoch Daha - l'histoire commence pour de bon avec un nain ambassadeur de Sorcerie (Sorcerie) arrivant en Démonie, qui demande que les Démons reconnaissent le roi Gorice XI de Sorcerie comme leur suzerain. Juss et ses frères répondent que tout Démonie se soumettra si le roi (un célèbre lutteur) peut vaincre Goldry Bluszco dans un match de catch.
Le match se déroule sur le territoire neutre des îles Foliot, et Gorice est tué. Son successeur (ou sa réincarnation) Gorice XII est un magicien et avec l'aide du Seigneur Gro, il capture Goldry dans une prison sur une montagne magique.
Alors que Lord Spitfire est envoyé lever une armée hors de Démonie, Lord Juss et son cousin Brandoch Daha, aidés par le roi Gaslark de Goblinland, tentent un assaut sur Carce, la capitale des sorcières, où ils pensent que Goldry est détenu. Le sauvetage échoue, les Gobelins fuient, Juss et Brandoch Daha sont tous deux capturés. Ils s'échappent à l'aide de La Fireez, le roi de Pixyland, qui les aide au prix de grandes difficultés parce qu'il a envers eux une dette d'honneur.
Juss et Brandoch Daha retournent à Démonie puis lancent une expédition de sauvetage pour sortir Goldry Bluszco de sa prison, quelque part derrière les montagnes de Impland. Lord Spitfire reste pour diriger les armées de Démonie contre une invasion de Sorcerie.
La flotte de l'expédition est détruite et son armée mise en déroute. Juss et Brandoch Daha rencontrent trois étranges héros enchantés d'une époque révolue, et le Seigneur Juss est presque tué par un manticore. Après une année d'errance, ils gravissent le sommet des puissants Koshtra Pivrarcha, puis essaient celui encore plus difficile de Koshtra Belorn. Avant de l'atteindre, ils rencontrent la reine Sophonisbe, une noble de cette région à qui les dieux avaient accordé la jeunesse éternelle. Son royaume a été dévasté par les sorcières.
De Sophonisbe, ils apprennent que Goldry est maintenu sur le haut de Zora Rach, une montagne qui ne peut être gravie et dont le sommet est entouré par des flammes inextinguibles. Il n'y a qu'un moyen de le libérer : ils doivent trouver un œuf d'hippogriffe et l'un d'eux doit monter l'hippogriffe nouvellement éclos. La reine Sophonisbe donne un œuf d'hippogriffe au seigneur Juss, mais leur compagnon solitaire, le natif d'Impland Mivarsh Faz, sachant qu'il lui faudra retourner dans son royaume par lui-même si les démons obtiennent l'hippogriffe, vole l'œuf et essaie de l'utiliser lui-même, ce qui entraîne sa mort. Lord Juss et Brandoch Daha repartent chez eux, abandonnant momentanément leur quête, bien que la reine Sophonisbe leur ait dit qu'un autre œuf d'hippogriffe gît au fond d'un lac de Démonie.
Pendant ce temps, les armées des Sorcerie ont attaqué Démonie. Duke Corsus est le premier commandant de l'armée de Sorcerie, et une partie de Démonie est conquise, mais il est défait par Spitfire. Une nouvelle armée de Sorcerie, sous le commandement du Seigneur Corinius, défait Spitfire et capture la plupart des terres de Démonie, y compris le château de Brandoch Daha à Krothering, qui était surveillé par sa sœur Lady Mevrian.
À ce moment, le Seigneur Gro change de camp et aide Lady Mevrian à s'échapper de l'emprise de Corinius, qui souhaite l'épouser contre son gré. Quelques mois plus tard, Lord Juss et Brandoch Daha sont de retour et expulsent les sorcières de Démonie.
Muni d'un nouvel œuf d'hippogriffe, Lord Juss fait une seconde tentative pour sauver son frère, cette fois couronnée de succès. Cependant, ses forces ont été prises au piège dans une mer intérieure par la flotte de Sorcerie et sont forcés de combattre, ce qu'elles font, détruisant complètement la flotte. La Fireez meurt dans cette bataille.
Ils[Qui ?] font ensuite voile pour Carce et affrontent l'armée de Sorcerie dans une lutte climatique[Quoi ?]. Le Seigneur Gro est dans la bataille, fustigé[Quoi ?] par Corund pour avoir changé de camp, il tue rapidement un démon et est lui-même tué par Spitfire. Corund meurt aussi des blessures qu'il subit contre les héros de Démonie.
La nuit après la bataille, le roi Gorice tente un sort, échoue et est tué. Lord Corsus tente d'empoisonner tous les nobles de Sorcerie survivants mais est lui-même tué par Corinius avant que Corinius meure du poison.
Bien que victorieux, les seigneurs Démons trouvent que la victoire est amère car il n'y a pas d'ennemis plus digne de leur héroïsme, pas d'acte plus grand à accomplir. Ils rendent Sophonisbe aux Dieux : elle retourne dans le monde où elle était quatre ans avant, et ainsi, avec un son de trompettes, un ambassadeur de Sorcerie arrive, demande une audience, et l'histoire recommence.

## Personnages
- Brandoch Daha est un seigneur de Démonie. Après la mise à sac de son château de Krothering par Corinius, Brandoch Daha jure vengeance contre Corinius.
- Corinius est un chef guerrier de Sorcerie, plein d'ambition. Il est un ennemi de Démonie, et en tant que guerrier, il inspire un peu de respect aux seigneurs de Démonie.
- Duke Corsus est l'un des chefs de guerre des armées de Sorcerie. Il a été le chef de guerre de Sorcerie une décennie avant que l'histoire ne commence. Rusé et habile, mais plus très jeune.
- Lord Coronde est le chef de guerre en chef des armées de Sorcerie. Il est noble, puissant guerrier, et il a un peu de respect pour les personnages principaux. Coronde conduit l'armée de Sorcerie contre l'expédition de Démonie à Lutinie.
- Goldry Bluszco est le frère du héros et l'un des principaux seigneurs de Démonie. Bluszco a deux frères, le Seigneur Juss et le Seigneur Crachefeu. Contrairement à ses frères, Bluszco était fiancé à la princesse de Gobelinie, Armelline.
- Goricé est le roi des Sorcerie, régnant sur Carcë, il est dit qu'un seul roi a douze incarnations. Sa onzième incarnation, un champion de lutte, est tuée dans un combat de catch par Goldry Bluszco ; sa douzième, un sorcier, porte une chevalière en forme d'ouroboros.
- Seigneur Gro est un conseiller de Sorcerie ; plus tard, il est un allié de Démonie. Gro est originaire de Gobelinie et était le frère de lait du roi Gaslark. Gro est un célèbre explorateur et a écrit un livre sur ses voyages à travers Lutinie. Gro fournit une aide cruciale pour le roi Goricé XII de Sorcerie quand il invoque la magie qui porte Goldry Bluszco au loin. Il agit en tant que conseiller de confiance et de messager du roi sur la campagne dans Démonie. Dans Démonie, il rencontre et tombe amoureux de la sœur de Brandoch Daha, Dame Mévriane. En raison de son amour, il trahit l'armée et aide Mévriane à échapper à Corinius à Sorcerie, après que Corinius a capturé le château de son frère à Krothering.
- Lord Juss est le seigneur et chef de Démonie un acteur principal dans la plupart des batailles de l'histoire. Il dirige également deux expéditions pour sauver son frère Goldry Bluszco.
- Prince La Férize  est le maître de Koboldie. Sorcerie a affirmé la souveraineté sur sa terre, mais il est toujours un allié des Démons car le seigneur Juss a sauvé sa vie.
- Lady Mévriane est une grande dame de Démonie et la sœur de Brandoch Daha, à qui est confiée la tâche de défendre le château de son frère à Krothering contre l'armée de Corinius. Après un siège, le château est pris et Lady Mévriane doit repousser les avances de Corinius. Elle est capable de s'échapper à l'aide de Gro, qui trahit Sorcerie pour l'aider.
- Lady Prezmyra est la jeune femme de Coronde et la sœur de La Férize de Koboldie. Elle est une amie proche de Gro, et se tue lorsque Coronde meurt d'un empoisonnement.
- Lord Crachefeu est un seigneur démon qui passe le plus clair de l'histoire à lutter contre les invasions de Démonie par Sorcerie. Sa résidence principale est le château d'Owlswick.

## Histoire éditoriale
The Worm Ouroboros paraît en 1922. Le livre a été illustré par Keith Henderson (1883-1982), qui a aussi illustré des livres de Geoffrey Chaucer et WH Hudson.
La traduction française du roman, élaborée par Patrick Marcel, paraît en 2017 aux éditions Callidor dans la collection L'âge d'or de la fantasy, sous le titre Le Serpent Ouroboros. Elle est accompagnée d'illustrations d'Emily C. Martin.